# Xiao Wen Ju
Xiao Wen Ju  (kinesiska: 雎曉雯), född 19 maj 1989 i Xi'an, är en kinesisk fotomodell.